# Golema pečurka
Golema pečurka (lat. Agaricus augustus) jest jestiva gljiva iz porodice pečurki (Agaricaceae). 

## Opis
- Klobuk goleme pečurke je širok od 10 do 25 centimetara, u mladosti okruglast, odozdo malo stisnut, zatim konveksan i na kraju otvoren, smeđast, pokriven smeđim vlaknastim čehicama koje su priljubljene za bjelkastožućkastu podlogu; rub je krpasto resast od ostataka zastorka (lat. vellum partiale), na pritisak ili dodir požuti, može narasti izuzetno velika.
- Listići su gusti, slobodni, uski, u mladosti bijeli zatim ružičasti, na kraju tamnosmeđi ili gotovo crni.
- Stručak je visok do 12 centimetara i do 3 centimetra debljine, čvrst, valjkast, najprije pun zatim cjevasto šupalj, dno često zadebljano i duboko zakopano u zemlju; u mladosti bijel, kasnije prljavobijel i dlakavo čahast; na pritisak požuti, nosi bijeli širok, trajan, viseći i gladak vjenčić sa žućkastim odsjajem čiji je rub često istrgan.
- Meso je bijelo, debelo, na presjeku ne crveni, jedino na donjem dijelu stručka lagano požuti i naposljetku postane smeđe; miriše na bademe, okus ugodan.
- Spore su ovalne, 7 - 9 x 5 – 6 μm, otrusina je čokoladnosmeđe boje.

## Stanište
Raste skupno u listopadnim i crnogoričnim šumama ljeti i u jesen.

## Upotrebljivost
Golema pečurka je jestiva.

## Sličnosti
Moguća je zamjena s vilovnjačom (lat. Agaricus perrarus), koja je također jestiva. Razlikuje se po tome što je klobuk žućkastosmeđ te što ima mnogo manje čehice, a meso na presjeku ima težnju da požuti. Nema opasnosti od zamjene s otrovnim gljivama. 